# Kay Walsh
Kay Walsh (* 15. November 1911 in London; † 16. April 2005 ebenda) war eine britische Schauspielerin, Autorin und Tänzerin.

## Leben
Aufgewachsen ist die irischstämmige Kay Walsh zusammen mit ihrer Schwester Peggy bei ihrer Großmutter in Pimlico. Ihre Karriere begann sie als Tänzerin in einer Revue von Andre Charlot als Chorustänzerin. Später war sie in New York und Berlin Solotänzerin. Nebenher trat sie in Theaterstücken und Revuen auf. 1934 entdeckte sie ein Talentscout, und sie wurde Schauspielerin. In den 1930er und 1940er Jahren war Kay Walsh eine der führenden weiblichen Schauspielerinnen Großbritanniens. Darüber hinaus verfasste sie zusammen mit Ronald Neame, Cecil McGivern und David Lean das Drehbuch zu Geheimnisvolle Erbschaft (1946) nach dem Roman Große Erwartungen von Charles Dickens.
Von 1940 bis 1949 war Walsh mit dem Regisseur David Lean verheiratet, unter dessen Regie sie während der Ehe mehrmals spielte. Danach war sie von 1949 bis 1956 mit einem kanadischen Psychologen verheiratet.

## Filmografie (Auswahl)
Als Schauspielerin
- 1934: How’s Chances?
- 1937: The Last Adventurers
- 1939: Sons of the Sea
- 1942: In Which We Serve
- 1944: Wunderbare Zeiten (This Happy Breed)
- 1947: Zwielicht (The October Man)
- 1948: Oliver Twist
- 1950: Die rote Lola (Stage Fright)
- 1950: Ferien wie noch nie (Last Holiday)
- 1951: Der wunderbare Flimmerkasten (The Magic Box)
- 1951: Dakapo (Encore)
- 1952: Ein Kind war Zeuge (Hunted)
- 1953: Die Thronfolgerin (Young Bess)
- 1954: Kleiner Jockey ganz groß (The Rainbow Jacket)
- 1954: Lease of Life
- 1955: Dämon der Frauen (Cast a Dark Shadow)
- 1956: Jetzt und für alle Zeiten (Now and Forever)
- 1958: Des Pudels Kern (The Horse’s Mouth)
- 1960: Einst ein Held (Tunes of Glory)
- 1962: Das indiskrete Zimmer (The L-Shaped Room)
- 1964: Circus-Welt (Circus World)
- 1964: Dschungel der Schönheit (The Beauty Jungle)
- 1965: Wer einen Tiger reitet (He Who Rides a Tiger)
- 1965: Sherlock Holmes’ größter Fall (A Study in Terror)
- 1966: Der Teufel tanzt um Mitternacht (The Witches)
- 1966: Der Baron (The Baron) (Fernsehserie, 1 Folge)
- 1966: Der Teufel tanzt um Mitternacht (The Witches)
- 1970: Das Mädchen und der Zigeuner (The Virgin and the Gypsy)
- 1970: Das Durchgangszimmer (Connecting Rooms)
- 1970: Scrooge
- 1972: The Ruling Class
- 1979: Sherlock Holmes und Dr. Watson (Sherlock Holmes and Doctor Watson; Fernsehserie, 2 Folgen)
- 1982: Mit dem Wind nach Westen (Night Crossing)

Als Mitautorin am Drehbuch
- 1938: Der Roman eines Blumenmädchens (Pygmalion)
- 1946: Geheimnisvolle Erbschaft (Great Expectations)
- 1948: Oliver Twist